# Фучеджиев
Фучеджиев е българско родово име, произлизащо от занаята бъчварство (фучеджийство). На турски думата fıçıcı (фъчъджъ) означава бъчвар, а в българския изговор се е установила като фучеджи, фучеджия.

## Личности с такова родово име
- - Фучеджиев
- Дико Фучеджиев (1928 – 2005), писател
  - Фучеджиева
- Милена Фучеджиева (1962), писателка